# Arne Ringström (1924–2008)
Ej att förväxla med konstnären Arne Ringström (1917–1983), född i Stockholm.
Per Arne Ringström, född 20 april 1924 i Limhamns församling, Malmöhus län, död 14 april 2008 i Lomma församling, Skåne län, var en svensk konstnär.
Ringström var en av medlemmarna i Grupp 69 och i Avocadogruppen. 1997 tilldelades han Lomma kommuns kulturplakett.